# Truncament
El truncament en informàtica i matemàtica és l'operació que consisteix en limitar la longitud d'una cadena segons un criteri determinat (per exemple, el manteniment d'una longitud prefixada, correntment la del mot o registre).

## Nombres

Gràfica de la funció part entera (truncament a zero xifres decimals)

El cas més habitual és el truncament de nombres escrits en notació decimal. Tant s'empra el truncament de tota la part fraccionària, que serveix per a convertir un nombre real en un nombre enter, com el truncament a un màxim de xifres decimals.
Normalment per tal de reduir el biaix causat pel truncament s'arrodoneix el nombre abans de truncar-lo. En la meitat dels casos, el truncament de nombres donarà el mateix resultat que l'arrodoniment: el truncament només talla a l'endret definit sense canviar la darrera xifra abans del punt de truncament. En canvi, quan s'arrodoneix, la darrera xifra mantinguda puja +1 quan el nombre corresponent és més proper a l'original.
| nombre real      | truncat a 4 xifres | arrodonit a 4 xifres |
| ---------------- | ------------------ | -------------------- |
| 3,14159265358979 | 3,1415             | 3,1416               |
| 32,438191288     | 32,4381            | 32,4382              |
| 6,3444444444444  | 6,3444             | 6,3444               |

## Altres casos
- Cert programari pot necessitar truncar també dades textuals, quan per qualsevol raó només admet una quantitat màxima de caràcters dins d'una cadena de caràcters donada, i automàticament en talla els sobrants.
- A l'anell de polinomis, el truncament d'un polinomi P fins al grau n es pot definir com la suma de tots els monomis de P de grau menor o igual que n. Aquest tipus de truncaments són habituals, per exemple, en l'estudi de polinomis de Taylor.